# Campioni italiani assoluti di atletica leggera - Salto in alto maschile
Questa pagina raccoglie un elenco di tutti i campioni italiani dell'atletica leggera nel salto in alto dall'edizione dei campionati del 1913 fino ad oggi.
Il salto in alto fece la sua prima apparizione nel panorama dei campionati italiani di atletica leggera nel 1913 e da allora è sempre stato parte integrante del programma gare della competizione.

## Albo d'oro
| Anno | Atleta (società)                                       | Prestazione            |
| ---- | ------------------------------------------------------ | ---------------------- |
| 1913 | Carlo Andreoli SEF Costanza Milano                     | 1,675 m                |
| 1914 | Carlo Andreoli SEF Costanza Milano                     | 1,715 m                |
| 1915 | Edizioni non disputate                                 | Edizioni non disputate |
| 1916 | Edizioni non disputate                                 | Edizioni non disputate |
| 1917 | Edizioni non disputate                                 | Edizioni non disputate |
| 1918 | Edizioni non disputate                                 | Edizioni non disputate |
| 1919 | Pierino Pisati ?                                       | 1,645 m                |
| 1920 | Pierino Pisati ?                                       | 1,70 m                 |
| 1921 | Carlo Ghiringhelli Unione Sportiva Milanese            | 1,72 m                 |
| 1922 | Carlo Ghiringhelli Football Club Internazionale Milano | 1,77 m                 |
| 1923 | Giuseppe Pagani ?                                      | 1,75 m                 |
| 1924 | Giuseppe Palmieri Virtus Atletica Bologna              | 1,80 m                 |
| 1925 | Giuseppe Palmieri Virtus Atletica Bologna              | 1,80 m                 |
| 1926 | Giuseppe Palmieri Virtus Atletica Bologna              | 1,80 m                 |
| 1927 | Giuseppe Palmieri Virtus Atletica Bologna              | 1,80 m                 |
| 1928 | Giuseppe Palmieri Virtus Atletica Bologna              | 1,75 m                 |
| 1929 | Pio Pacchioni ?                                        | 1,75 m                 |
| 1930 | Edgardo Degli Esposti ?                                | 1,75 m                 |
| 1931 | Angelo Tommasi ?                                       | 15 p.                  |
| 1932 | Angelo Tommasi ?                                       | 1,82 m                 |
| 1933 | Angelo Tommasi ?                                       | 1,85 m                 |
| 1934 | Renato Dotti ?                                         | 1,85 m                 |
| 1935 | Angelo Tommasi ?                                       | 1,85 m                 |
| 1936 | Angelo Tommasi ?                                       | 1,88 m                 |
| 1937 | Eugenio Gasti ?                                        | 1,85 m                 |
| 1938 | Renato Dotti ?                                         | 1,92 m                 |
| 1939 | Francesco Colombini ?                                  | 1,90 m                 |
| 1940 | Alfredo Campagner Atletica Schio                       | 1,90 m                 |
| 1941 | Alfredo Campagner Atletica Schio                       | 1,91 m                 |
| 1942 | Alfredo Campagner Atletica Schio                       | 1,93 m                 |
| 1943 | Alfredo Campagner Atletica Schio                       | 1,90 m                 |
| 1944 | Edizione non disputata                                 | Edizione non disputata |
| 1945 | Alfredo Campagner Atletica Schio                       | 1,85 m                 |
| 1946 | Alfredo Campagner Atletica Schio                       | 1,90 m                 |
| 1947 | Alfredo Campagner Atletica Schio                       | 1,85 m                 |
| 1948 | Ovidio Bernes ?                                        | 1,85 m                 |
| 1949 | Ovidio Bernes ?                                        | 1,85 m                 |
| 1950 | Albano Albanese ?                                      | 1,83 m                 |
| 1951 | Alfredo Campagner Atletica Schio                       | 1,81 m                 |
| 1952 | Carlo Marchisio ?                                      |                        |
| 1953 | Pierluigi Sara ?                                       | 1,84 m                 |
| 1954 | Gianmario Roveraro ?                                   | 1,90 m                 |
| 1955 | Gianmario Roveraro ?                                   | 1,94 m                 |
| 1956 | Gianmario Roveraro ?                                   | 1,91 m                 |
| 1957 | Gianpiero Cordovani ?                                  | 1,94 m                 |
| 1958 | Gianpiero Cordovani ?                                  | 1,97 m                 |
| 1959 | Gianpiero Cordovani ?                                  | 1,97 m                 |
| 1960 | Brunello Martini ?                                     | 1,98 m                 |
| 1961 | Walter Zamparelli ?                                    | 1,98 m                 |
| 1962 | Roberto Galli ?                                        | 2,00 m                 |
| 1963 | Roberto Galli ?                                        | 1,95 m                 |
| 1964 | Vittoriano Drovandi ?                                  | 2,00 m                 |
| 1965 | Vittoriano Drovandi ?                                  | 2,00 m                 |
| 1966 | Erminio Azzaro ?                                       | 2,08 m                 |
| 1967 | Vittoriano Drovandi Centro Sportivo Carabinieri        | 2,08 m                 |
| 1968 | Gian Marco Schivo ?                                    | 2,09 m                 |
| 1969 | Erminio Azzaro ?                                       | 2,16 m                 |
| 1970 | Erminio Azzaro ?                                       | 2,13 m                 |
| 1971 | Erminio Azzaro ?                                       | 2,15 m                 |
| 1972 | Gian Marco Schivo ?                                    | 2,16 m                 |
| 1973 | Enzo Del Forno CNS Libertas Udine                      | 2,14 m                 |
| 1974 | Enzo Del Forno CNS Libertas Udine                      | 2,17 m                 |
| 1975 | Enzo Del Forno CNS Libertas Udine                      | 2,20 m                 |
| 1976 | Lorenzo Bianchi Atletica Riccardi                      | 2,22 m                 |
| 1977 | Rodolfo Bergamo Centro Sportivo Carabinieri            | 2,15 m                 |
| 1978 | Rodolfo Bergamo Centro Sportivo Carabinieri            | 2,24 m                 |
| 1979 | Massimo Di Giorgio ?                                   | 2,21 m                 |
| 1980 | Massimo Di Giorgio ?                                   | 2,26 m                 |
| 1981 | Oscar Raise FIAT Torino                                | 2,24 m                 |
| 1982 | Massimo Di Giorgio ?                                   | 2,26 m                 |
| 1983 | Gianni Davito ?                                        | 2,27 m                 |
| 1984 | Paolo Borghi ?                                         | 2,21 m                 |
| 1985 | Luca Toso ?                                            | 2,21 m                 |
| 1986 | Gianni Davito CUS Torino                               | 2,24 m                 |
| 1987 | Daniele Pagani Gruppo Sportivo Fiamme Oro              | 2,24 m                 |
| 1988 | Luca Toso ?                                            | 2,24 m                 |
| 1989 | Marcello Benvenuti Centro Sportivo Carabinieri         | 2,24 m                 |
| 1990 | Daniele Pagani ?                                       | 2,19 m                 |
| 1991 | Fabrizio Borellini ?                                   | 2,25 m                 |
| 1992 | Roberto Ferrari ?                                      | 2,22 m                 |
| 1993 | Ettore Ceresoli Gruppi Sportivi Fiamme Gialle          | 2,25 m                 |
| 1994 | Roberto Ferrari ?                                      | 2,22 m                 |
| 1995 | Ettore Ceresoli Gruppi Sportivi Fiamme Gialle          | 2,25 m                 |
| 1996 | Alessandro Canale ?                                    | 2,25 m                 |
| 1997 | Alessandro Canale ?                                    | 2,16 m                 |
| 1998 | Ivan Bernasconi Gruppo Sportivo Fiamme Oro             | 2,19 m                 |
| 1999 | Ivan Bernasconi Gruppo Sportivo Fiamme Oro             | 2,22 m                 |
| 2000 | Alessandro Talotti Centro Sportivo Carabinieri         | 2,25 m                 |
| 2001 | Giulio Ciotti Gruppo Sportivo Fiamme Azzurre           | 2,25 m                 |
| 2002 | Giulio Ciotti Gruppo Sportivo Fiamme Azzurre           | 2,28 m                 |
| 2003 | Andrea Bettinelli Gruppi Sportivi Fiamme Gialle        | 2,31 m                 |
| 2005 | Nicola Ciotti Centro Sportivo Carabinieri              | 2,28 m                 |
| 2006 | Giulio Ciotti Gruppo Sportivo Fiamme Azzurre           | 2,25 m                 |
| 2007 | Filippo Campioli Centro Sportivo Esercito              | 2,26 m                 |
| 2008 | Filippo Campioli Centro Sportivo Esercito              | 2,25 m                 |
| 2009 | Nicola Ciotti Centro Sportivo Carabinieri              | 2,28 m                 |
| 2010 | Filippo Campioli Centro Sportivo Esercito              | 2,28 m                 |
| 2011 | Silvano Chesani Gruppo Sportivo Fiamme Oro             | 2,28 m                 |
| 2012 | Gianmarco Tamberi Gruppi Sportivi Fiamme Gialle        | 2,31 m                 |
| 2013 | Marco Fassinotti Centro Sportivo Aeronautica Militare  | 2,27 m                 |
| 2014 | Gianmarco Tamberi Gruppi Sportivi Fiamme Gialle        | 2,22 m                 |
| 2015 | Marco Fassinotti Centro Sportivo Aeronautica Militare  | 2,30 m                 |
| 2016 | Gianmarco Tamberi Gruppi Sportivi Fiamme Gialle        | 2,36 m                 |
| 2017 | Eugenio Meloni Centro Sportivo Carabinieri             | 2,21 m                 |
| 2018 | Gianmarco Tamberi Gruppi Sportivi Fiamme Gialle        | 2,30 m                 |
| 2019 | Stefano Sottile Gruppo Sportivo Fiamme Azzurre         | 2,33 m                 |
| 2020 | Gianmarco Tamberi Atletica Vomano                      | 2,28 m                 |
| 2021 | Marco Fassinotti Centro Sportivo Aeronautica Militare  | 2,26 m                 |
| 2022 | Gianmarco Tamberi Gruppo Sportivo Fiamme Oro           | 2,26 m                 |
| 2023 | Stefano Sottile Gruppo Sportivo Fiamme Azzurre         | 2,28 m                 |
| 2024 | Stefano Sottile Gruppo Sportivo Fiamme Azzurre         | 2,30 m                 |
| 2025 | Marco Fassinotti Centro Sportivo Aeronautica Militare  | 2,20 m                 |